# Deček v črtasti pižami
Deček v črtasti pižami (izvirno angleško The Boy in the Striped Pyjamas) je vojni mladinski roman. Napisal ga je irski pisatelj John Boyne. Izšel je leta 2006 in je bil dosedaj prevedena v šestinštirideset jezikov. V slovenščino ga je prevedla Andrea Švab. Po knjigi je bil posnet istoimenski film.

## Vsebina
Zgodba se dogaja v času druge svetovne vojne. Devetletni deček Bruno je živel skupaj z dvanajstletno sestro Gretel, mamo in očetom v Berlinu. Nekega dne, ko se je vrnil iz šole,  je ugotovil, da je njihova pomočnica Maria vse njegove stvari pospravila v velike lesene zaboje. Oče je dobil odgovorno službo in vsa družina se je selila v nov kraj. Preselili so se v novo hišo, ki je bila čisto drugačna od tiste v Berlinu. Stala je na samem, na praznem, neobljudenem kraju. Le nekaj metrov stran je bila žičnata ograja, ki je potekala vzdolž hiše in se nadaljevala v nedogled. Ograja je bila zelo visoka, višja od hiše, podpirali pa so jo v vrsto postavljeni velikanski drogovi. Na vrhu ograje so bili zaviti omoti bodoče žice. Za ograjo ni bilo trave, bila so le tla iz temno rdeče, pesku podobne snovi. Bile so nizke koče in velike pravokotne stavbe. Tam so bili majhni dečki, veliki fantje, očetje in dedki vsi so nosili enaka oblačila, sivo črtasto pižamo in sivo črtasto kapo iz blaga. Brunu nov dom ni bil všeč, pogrešal je prijatelje, zato se je odločil, da bo malo raziskoval. Vzdolž ograje je naletel na židovskega dečka Šmuela, bil je enake starosti. Med njima se je razvilo pravo prijateljstvo, čeprav ju je ločevala ograja. Dečka sta se vsak dan srečevala na istem kraju. Njuno prijateljstvo je moralo ostati skrito, saj je bil Bruno sin komandanta, Šmuel pa le deček iz taborišča. Bruno si je želel, da se s Šmuelom ne bi le pogovarjala ampak tudi igrala, kot prava prijatelja. Želel si je na drugo stran ograje, kjer bi lahko spoznal še druge dečke. Ker pa Šmuel ni našel svojega očeta, sta ga skupaj s Brunom šla iskat v taborišče. Tam se kar naenkrat znajdeta v dolgem temnem hodniku kamor so vojaki zaprli tudi ostale zapornike. Na koncu se sliši le zvok kovinskega zapaha in Bruno skupaj s Šmuelom umre v plinski celici.

## Ocene in nagrade
Knjiga je prejela vse pomembnejše irske literarne nagrade: Children´s Book of the Year, People´s Choice Award Book of the Year in CBI Bisto Children´s Book of the Year.

## Izdaje in prevodi
- Slovenski prevod romana iz leta 2007 (COBISS)
- Angleški izvirnik iz leta 2007 (COBISS)

Knjiga je bila do sedaj  prevedena v 46 jezikov: slovenščino, nemščino, italijanščino, ruščino, francoščino, danščino, švedščino, ...

## Priredbe
Po romanu je bil posnet istoimenski film Deček v črtasti pižami.